# Louise Bickerton
Pour les articles homonymes, voir Bickerton.
Louise Bickerton (1902-1998) est une joueuse de tennis australienne de l'entre-deux-guerres. 
Elle a remporté les Internationaux d'Australie en double dames à trois reprises (1927, 1929, 1931) et en double mixte en 1935 (avec Christian Boussus). Elle a aussi été finaliste en simple en 1929.
Louise Bickerton a réussi l'une de ses plus belles performances en 1928, à l'occasion du tournoi de Wimbledon, battant au premier tour l'Américaine Molla Bjurstedt Mallory, alors âgée de quarante-quatre ans (6-3, 4-6, 6-4).

## Palmarès (partiel)

### Finale en simple dames
| No | Date       | Nom et lieu du tournoi             | Catégorie | Surface      | Vainqueure     | Score         |          |
| -- | ---------- | ---------------------------------- | --------- | ------------ | -------------- | ------------- | -------- |
| 1  | 19/01/1929 | Australian Championships, Adélaïde | G. Chelem | Gazon (ext.) | Daphne Akhurst | 6-1, 5-7, 6-2 | Parcours |

### Titres en double dames
| No | Date       | Nom et lieu du tournoi             | Catégorie | Surface      | Partenaire        | Finalistes                            | Score         |          |
| -- | ---------- | ---------------------------------- | --------- | ------------ | ----------------- | ------------------------------------- | ------------- | -------- |
| 1  | 22/01/1927 | Australian Championships Melbourne | G. Chelem | Gazon (ext.) | Meryl O'Hara Wood | Esna Boyd Sylvia Lance Harper         | 6-3, 6-3      | Parcours |
| 2  | 19/01/1929 | Australian Championships Adélaïde  | G. Chelem | Gazon (ext.) | Daphne Akhurst    | Sylvia Lance Harper Meryl O'Hara Wood | 6-2, 3-6, 6-2 | Parcours |
| 3  | 27/02/1931 | Australian Championships Sydney    | G. Chelem | Gazon (ext.) | Daphne Akhurst    | Nell Lloyd Lorna Utz                  | 6-0, 6-4      | Parcours |

### Finale en double dames
| No | Date       | Nom et lieu du tournoi             | Catégorie | Surface      | Vainqueures               | Partenaire       | Score    |          |
| -- | ---------- | ---------------------------------- | --------- | ------------ | ------------------------- | ---------------- | -------- | -------- |
| 1  | 05/01/1935 | Australian Championships Melbourne | G. Chelem | Gazon (ext.) | Evelyn Dearman Nancy Lyle | Nell Hall Hopman | 6-3, 6-4 | Parcours |

### Titre en double mixte
| No | Date       | Nom et lieu du tournoi             | Catégorie | Surface      | Partenaire        | Finalistes               | Score         |          |
| -- | ---------- | ---------------------------------- | --------- | ------------ | ----------------- | ------------------------ | ------------- | -------- |
| 1  | 05/01/1935 | Australian Championships Melbourne | G. Chelem | Gazon (ext.) | Christian Boussus | Dorothy Round Fred Perry | 1-6, 6-3, 6-3 | Parcours |

## Parcours en Grand Chelem (partiel)
Si l’expression « Grand Chelem » désigne classiquement les quatre tournois les plus importants de l’histoire du tennis, elle n'est utilisée pour la première fois qu'en 1933, et n'acquiert la plénitude de son sens que peu à peu à partir des années 1950.

### En simple dames
| Année | Championnat d'Australasie Championnat d'Australie | Championnat d'Australasie Championnat d'Australie | Internationaux de France | Internationaux de France | Wimbledon     | Wimbledon    | US National | US National |
| ----- | ------------------------------------------------- | ------------------------------------------------- | ------------------------ | ------------------------ | ------------- | ------------ | ----------- | ----------- |
| 1925  | 2e tour (1/8)                                     | Jessie Watson                                     | -                        | -                        | -             | -            | -           | -           |
| 1927  | 1/2 finale                                        | Esna Boyd                                         | -                        | -                        | -             | -            | -           | -           |
| 1928  | 1/2 finale                                        | Esna Boyd                                         | 3e tour (1/8)            | P. Anderson              | 4e tour (1/8) | Lilí Álvarez | -           | -           |
| 1929  | Finale                                            | Daphne Akhurst                                    | -                        | -                        | -             | -            | -           | -           |
| 1930  | 1/2 finale                                        | Sylvia Lance                                      | -                        | -                        | -             | -            | -           | -           |
| 1931  | 1/4 de finale                                     | K. Le Mesurier                                    | -                        | -                        | -             | -            | -           | -           |
| 1934  | 1/2 finale                                        | Joan Hartigan                                     | -                        | -                        | -             | -            | -           | -           |
| 1935  | 1/4 de finale                                     | Nancy Lyle                                        | -                        | -                        | -             | -            | -           | -           |

À droite du résultat, l’ultime adversaire.

### En double dames
| Année | Championnat d'Australasie Championnat d'Australie | Championnat d'Australasie Championnat d'Australie | Internationaux de France | Internationaux de France  | Wimbledon                  | Wimbledon           | US National | US National |
| ----- | ------------------------------------------------- | ------------------------------------------------- | ------------------------ | ------------------------- | -------------------------- | ------------------- | ----------- | ----------- |
| 1925  | 1/4 de finale G. Paterson                         | Marjorie Cox Floris St.                           | -                        | -                         | -                          | -                   | -           | -           |
| 1927  | Victoire Meryl O'Hara                             | Esna Boyd Sylvia Lance                            | -                        | -                         | -                          | -                   | -           | -           |
| 1928  | 1/2 finale Meryl O'Hara                           | K. Le Mesurier D. Weston                          | 1/4 de finale D. Akhurst | Joan Austin Betty Nuthall | 1/4 de finale Meryl O'Hara | Joan Austin E. Ryan | -           | -           |
| 1929  | Victoire D. Akhurst                               | Sylvia Lance Meryl O'Hara                         | -                        | -                         | -                          | -                   | -           | -           |
| 1930  | 1/2 finale D. Akhurst                             | Emily Hood M. Molesworth                          | -                        | -                         | -                          | -                   | -           | -           |
| 1931  | Victoire D. Akhurst                               | Nell Lloyd Lorna Utz                              | -                        | -                         | -                          | -                   | -           | -           |
| 1934  | 1/2 finale Nell Hall                              | Joan Hartigan U. Valkenburg                       | -                        | -                         | -                          | -                   | -           | -           |
| 1935  | Finale Nell Hall                                  | E. Dearman Nancy Lyle                             | -                        | -                         | -                          | -                   | -           | -           |

Sous le résultat, la partenaire ; à droite, l’ultime équipe adverse.

### En double mixte
| Année | Championnat d'Australasie Championnat d'Australie | Championnat d'Australasie Championnat d'Australie | Internationaux de France     | Internationaux de France  | Wimbledon | Wimbledon | US National | US National |
| ----- | ------------------------------------------------- | ------------------------------------------------- | ---------------------------- | ------------------------- | --------- | --------- | ----------- | ----------- |
| 1925  | 1/4 de finale Franck Peach                        | Esna Boyd Gar Hone                                | -                            | -                         | -         | -         | -           | -           |
| 1927  | 2e tour (1/8) Schlesinger                         | D. Weston Ray Hone                                | -                            | -                         | -         | -         | -           | -           |
| 1928  | 1/2 finale C. Boussus                             | Esna Boyd John Hawkes                             | 1er tour (1/16) Harry Hopman | Betty Nuthall C. Kingsley | -         | -         | -           | -           |
| 1929  | 1/2 finale R. Wertheim                            | Marjorie Cox Jack Crawford                        | -                            | -                         | -         | -         | -           | -           |
| 1930  | 1/2 finale Jim Willard                            | Nell Hall Harry Hopman                            | -                            | -                         | -         | -         | -           | -           |
| 1931  | 1/4 de finale Jim Willard                         | U. Valkenburg C. Donohue                          | -                            | -                         | -         | -         | -           | -           |
| 1935  | Victoire C. Boussus                               | Dorothy Round Fred Perry                          | -                            | -                         | -         | -         | -           | -           |

Sous le résultat, le partenaire ; à droite, l’ultime équipe adverse.